# Le Traquenard (film, 1923)
Pour les articles homonymes, voir Le Traquenard.
Pour plus de détails, voir Fiche technique et Distribution.
Le Traquenard est un moyen métrage français de Louis de Carbonnat, sorti en 1923.

## Synopsis
Un propriétaire de chevaux de course se livre à de vilaines manœuvres pour empêcher un concurrent de gagner, afin de l'acculer plus facilement à la ruine et obtenir ainsi la main d'une jeune fille qu'il convoite. Mais ses odieuses machinations sont déjouées et la jeune fille épousera celui qu'elle aime.

## Fiche technique
- Réalisateur : Louis de Carbonnat
- Production : Monat Film
- Pays :  France
- Format : Muet - Noir et blanc
- Durée : 55 minutes
- Année de sortie en France : 1923

## Distribution
- Henri Collen : Mayeux-Fouchard
- Francine Mussey : Dolly
- Suzanne Talba : Maritza
- Jean Dehelly : René de Jaligny